# Universitat de Gal·les
La Universitat de Gal·les (en anglès: University of Wales, en gal·lès: Prifysgol Cymru) és una universitat confederal amb seu a Cardiff, Gal·les, Regne Unit.
Actualment (febrer de 2014) estan en procés de fusió amb la Swansea Metropolitan University i la University of Wales: Trinity Saint David per formar una nova institució anomenada University of Wales: Trinity Saint David.
La Universitat de Gal·les es va fundar l'any 1893 com una universitat federal, té institucions en tot el País de Gal·les:Aberystwyth, Bangor, Cardiff, Carmarthen, Lampeter, Newport, Swansea i Wrexham. Valida cursos a la Gran Bretanya i altres llocs del món. Té més de 100.000 estudiants.

## Història
La University of Wales es va fundar l'any 1893 com universitat federal amb tres colleges fundacionals: University College Wales (actualment Aberystwyth University), fundat el 1872, University College North Wales (actualment Bangor University) i University College South Wales and Monmouthshire (actualment Cardiff University) fundats el 1881. L'any 1920 s'hi afegí un altre college, Swansea (actualment Swansea University), a més l'any 1931 s'hi incorporà la Welsh National School of Medicine. L'any 1967 hi entrà el Welsh College of Advanced Technology com el University of Wales Institute of Science and Technology (UWIST), també a Cardiff. L'any 1971 també hi entrà el St David's College (actualment part de University of Wales: Trinity Saint David). Per una crisi financera de la dècada de 1980 hi va haver la fusió del UWIST i el University College Cardiff (1988), formant la University of Wales College of Cardiff (UWCC). l'any 1992 aquesta universitat va deixar de ser l'única universitat de Gal·les quan la Polytechnic of Wales esdevingué la Universitat de Glamorgan (actualment part de la nova University of South Wales).